# 有馬純彦
有馬 純彦（ありま すみひこ、1890年（明治23年）5月28日 - 1944年（昭和19年）7月18日）は、大日本帝国陸軍軍人。最終階級は陸軍少将。

## 経歴
1890年（明治23年）に鹿児島県で生まれた。陸軍士官学校第24期卒業。1938年（昭和13年）7月15日に陸軍歩兵大佐進級と同時に都城連隊区司令官に着任。1940年（昭和15年）8月に歩兵第23連隊長に転じ、1941年（昭和16年）12月に第11国境守備隊長を経て、1944年（昭和19年）4月2日に第24歩兵団司令部附となった。4月4日には第24師団からの充当部隊と独立歩兵3個大隊から編制された第9派遣隊長に就任し、サイパン島に出征。5月27日には第4派遣隊を改編した独立混成第49旅団長に転じ、ヤップ島に配備されたが、戦傷を負ったことから6月26日に第31軍司令部附となり、サイパン島付近で遭難し、7月18日に戦死。同日任陸軍少将。